# تپه دارایی ۱ و ۲
تپه دارایی ۱ و ۲ مربوط به دوران پیش از تاریخ ایران باستان است و در شهرستان خرم‌آباد، روستای دارایی واقع شده و این اثر در تاریخ ۱۰ مهر ۱۳۸۰ با شمارهٔ ثبت ۴۰۵۴ به‌عنوان یکی از آثار ملی ایران به ثبت رسیده است.